# Identidad colectiva
El término identidad colectiva puede hacer referencia a diversos conceptos. Sin embargo, estos conceptos suelen aludir a los fenómenos en los que la pertenencia percibida de una serie de personas a un grupo social afecta a la propia identidad de alguna manera. El concepto de una identidad colectiva ha recibido atención en una amplia variedad de campos académicos. En psicología y en particular psicología social, esto ha dado lugar a una vasta literatura de investigación y estudios científicos concertados. La más arquetípica tal vez sea la obra de Henri Tajfel y John C. Turner sobre el desarrollo de teoría de la identidad social.

## Antropología
El etnomusicólogo Joseph Jordania sugirió que la identidad colectiva junto con el sentido del ritmo se desarrollaron en las primeras etapas de la evolución del homínido y fueron cruciales para su supervivencia debido a las fuerzas de la selección natural. Los homínidos como individuos eran demasiado débiles y lentos para sobrevivir a los depredadores por sí solos en los momentos más críticos para la supervivencia (ataques de depredadores, situaciones de combate o de peligro mortal para los niños) los seres humanos entran en un estado alterado de conciencia, donde no sienten miedo ni dolor, no cuestionan el comportamiento de otros miembros de su grupo; y están dispuestos a sacrificar sus vidas por un objetivo evolutivo más importante (como es la supervivencia de sus hijos o su grupo). Los humanos a veces no tienen memoria de estos momentos críticos.
De acuerdo con Jordania, la capacidad humana de seguir el ritmo en grandes grupos, a cantar juntos en armonía, a danzar durante muchas horas y entrar el estado de éxtasis, así como la tradición de la pintura corporal, son todas prácticas que forman parte de los primeros rituales universales. Estos rituales fueron desarrollados principalmente como un medio para cambiar la actividad neuronal de cada individuo (mediante la liberación de neuro-químicos), con el fin de alcanzar el estado de identidad colectiva. En este estado las necesidades de supervivencia del grupo reemplazan los instintos de la supervivencia individual.
Numerosos animales caminan rítmicamente y escuchan los sonidos de los latidos del corazón en el vientre materno, pero solo los humanos tienen la capacidad de unirse en vocalizaciones y otras actividades rítmicamente coordinadas. Según Jordania, el desarrollo del sentido del ritmo era vital para el logro del estado neurológico específico del trance de la batalla. Este estado fue crucial para el desarrollo eficaz del sistema de defensa de los primeros homínidos contra los principales depredadores africanos, una vez que los homínidos descendieron de la seguridad de las ramas de los árboles a un terreno más peligroso. El grito de guerra rítmico, la percusión rítmica de los chamanes, las perforaciones rítmicas de los soldados e incluso las fuerzas de combate profesionales contemporáneas escuchando la fuerte rítmica de la música rock. Todos utilizan la capacidad del ritmo de unir a los individuos humanos en una identidad colectiva compartida, donde los miembros del grupo anteponen los intereses del grupo por encima de sus intereses y seguridad individuales.

## Conciencia colectiva
La ambigüedad sobre la definición de la identidad colectiva se puede reducir mediante la distinción entre identidad colectiva y conciencia colectiva. Mientras que en el caso de una actividad de identidad psicológica colectiva esta se produce al nivel del individuo, una conciencia colectiva describe escenarios en los que una pluralidad de personas que ya no actúan en autonomía forman parte de una red que posee sus propias características psicológicas y agencia. Las conciencias colectivas suelen aparecer en la ficción (y, en particular, en la ciencia ficción), y se describen a veces como mente colmena. Entre los ejemplos ficticios más populares que ilustran la idea de las conciencias colectivas se encuentran:
- Borg
- Consejo Executrix